# Nijū kun
Shōtōkans Nijū kun (japansk: 松濤館二十訓), oversat som De 20 Bud i Shōtōkan, er et sæt grundlæggende principper for karatekaer, formuleret af den okinawanske kampsportsmester Gichin Funakoshi i slutningen af 1800-tallet. "Shōtō" var Funakoshis pseudonym, og disse tyve bud – også kendt som Shōtōkans 20 leveregler, De 20 principper i karate eller Karatens 20 bud – udgør det moralske og filosofiske fundament for træning i Shōtōkan-karate. Alle udøvere opfordres til at studere, efterleve og videreformidle disse principper, både i deres træning og i deres dagligdag.

## Historie
Gichin Funakoshi begyndte tidligt at træne okinawansk kampsport og studerede Ryūkyū kempō-stilarterne Shōrei-ryū (Naha-te) samt Shōrin-ryū (Shuri-te og Tomari-te). Ved at samle færdigheder og styrker fra begge systemer udviklede han efterhånden sin egen stil, som han kaldte Karate-dō – en livsfilosofi lige så meget som en kampkunst. Funakoshi var dybt påvirket af zenbuddhisme og konfucianisme, og han lagde vægt på disciplin, etik og personlig udvikling, som han lærte sine elever sideløbende med de tekniske færdigheder.
Da hans kampsport begyndte at vinde anerkendelse, rejste Funakoshi til det japanske fastland for at udbrede karate. For at vejlede sine elever både i den fysiske træning og i karakterdannelse formulerede han Nijū kun – tyve filosofiske leveregler baseret på hans egne værdier og formet af konfuciansk og zenbuddhistisk tankegang. Senere blev Dōjō kun udarbejdet, et kortere sæt leveregler, som i dag ofte reciteres i træningssale. 'Dōjō kun' bærer tydeligt præg af konfucianske værdier som orden, ritual, selvkontrol og respekt for hierarkier. I konfuciansk tradition spiller ritualer en vigtig rolle i at bevare samfundets moralske struktur – fra familien og skolen til staten og, i denne sammenhæng, dōjōen.

## Offentliggjorte regler
Shōtōkan Nijū Kun menes at være skrevet af Gichin Funakoshi omkring 1890, men de blev først offentliggjort i 1938 i "Karate-dō Taikan" af Genwa Nakasone. Hvert bud indledes med det japanske ord hitotsu (一), som betyder “én” eller “først” og understreger, at alle tyve principper har lige vægt. Disse leveregler skal vejlede karateudøvere både i teknisk træning og i moralsk opførsel, og de afspejler Funakoshis inspiration fra zenbuddhisme og konfucianisme.
- Glem aldrig, at Karate-dō begynder og slutter med rei. 
一、空手道は礼に始まり礼に終る事を忘るな
Hitotsu, karate-dō wa rei ni hajimari rei ni owaru koto o wasuruna

- Der findes ikke noget førsteslag i karate. 
一、空手に先手なし
Hitotsu, karate ni sente nashi

- Karate står på retfærdighedens side. 
一、空手は義の補け
Hitotsu, karate wa, gi no tasuke

- Kend først dig selv, og kend derefter andre. 
一、先づ自己を知れ而して他を知れ
Hitotsu, mazu jiko o shire, shikashite ta o shire

- Mentaliteten er vigtigere end teknikken. 
一、技術より心術
Hitotsu, gijutsu yori shinjutsu

- Hjertet skal være frit. 
一、心は放たん事を要す
Hitotsu, kokoro wa hanatan koto o yōsu

- Ulykker opstår på grund af ligegyldighed. 
一、禍は懈怠に生ず
Hitotsu, wazawai wa ketai ni shōzu

- Tænk ikke, at karate kun hører hjemme i dōjōen. 
一、道場のみの空手と思ふな
Hitotsu, dōjō nomi no karate to omou na

- Karate er en livslang vej. 
一、空手の修業は一生である
Hitotsu, karate no shūgyō wa isshō de aru

- Anvend karatevejen på alle ting. Heri ligger dens særlige værdi. 
一、凡ゆるものを空手化せよ其処に妙味あり
Hitotsu, arayuru mono o karate kaseyo; soko ni myōmi ari

- Karate er som kogende vand; uden varme bliver det lunkent igen. 
一、空手は湯の如し絶えず熱度を与えざれば元の水に還る
Hitotsu, karate wa yu no gotoshi, taezu netsu o ataezareba moto no mizu ni kaeru

- Tænk ikke på at vinde, men på ikke at tabe. 
一、勝つ考は持つな負けぬ考は必要
Hitotsu, katsu kangae wa motsuna; makenu kangae wa hitsuyō

- Tilpas dig efter din modstander. 
一、敵に因って轉化せよ
Hitotsu, teki ni yotte tenka seyo

- Udfaldet af en kamp afhænger af, hvordan man håndterer tomhed og fylde (svaghed og styrke). 
一、戦は虚実の操縦如何に在り
Hitotsu, tatakai wa kyojitsu no sōjū ikan ni ari

- Se hænder og fødder som sværd. 
一、人の手足を剣と思へ
Hitotsu, hito no teashi o ken to omoe

- Når du træder ud af din egen dør, møder du en million fjender. 
一、男子門を出づれば百万の敵あり
Hitotsu, danshi mon o izureba hyakuman no teki ari

- Formelle stillinger er for begyndere; senere står man naturligt. 
一、構は初心者に後は自然体
Hitotsu, kamae wa shoshinsha ni ato wa shizentai

- Udfør fastlagte teknikker præcist; egentlig kamp er noget andet. 
一、形は正しく実戦は別物
Hitotsu, kata wa tadashiku, jissen wa betsumono

- Glem ikke at variere kraft, kroppens udstrækning og teknikkens tempo. 
一、力の強弱体の伸縮技の緩急を忘るな
Hitotsu, chikara no kyōjaku, karada no shinshuku, waza no kankyū o wasuruna

- Vær altid opmærksom, flittig og opfindsom i din stræben efter vejen. 
一、常に思念工夫せよ
Hitotsu, tsune ni shinen kufū seyo

Levereglerne blev oprindeligt udgivet på japansk med kalligrafi og har siden været brugt til at undervise karateelever i både den tekniske træning og de filosofiske aspekter af kunsten. I modsætning til mange andre lister er principperne ikke rangeret efter vigtighed, hvilket understreger, at alle har lige stor betydning.